# Micromanagement
Nos jogos, micromanagement descreve elementos menores e mais detalhados que devem ser manualmente controlados pelo jogador. Aparecendo em vários estilos de jogos, incluindo estratégia em tempo real e simuladores de construções. Micromanagement tem sido visto de diferentes maneiras pelos designers de jogos e pelos jogadores: alguns jogadores e designers acreditam que é uma adição útil para jogos, adicionando opções e técnicas ao gameplay, e algo que é necessário para que o jogo possua competições de nível profissional; e outros apreciam as oportunidades de usar habilidades táticas em jogos de combates; outros jogadores o vêem como uma distração que não é bem-vinda em termos de pensamento estratégico, apesar de exigir um trabalho detalhado, e alguns jogos tentarem minimizar o micromanagement com suas interfaces.

## Micromanagement em jogos de estratégia

Exemplo de uma vantagem ganha através de micromanagement no jogo StarCraft. A unidade High Templar usa uma magia chamada Psionic Storm para devastar os trabalhadores adversários, que foram programados para ignorar sua presença.

### Combate
O controle detalhado de um jogador sobre unidades em combate visa maximizar os danos nas unidades inimigas e minimizar os danos sofridos pelas próprias unidades. Para unidades de combate padrão as técnicas mais comuns são: agrupamento de unidades em formações, por exemplo para manter atiradores de armadura leve recuados e protegidos por unidades de armadura pesada; concentrando os tiros de todas as unidades de longo alcance em um único alvo, depois outro, etc., para destruir ameaças de maneira mais rápida; recuar unidades gravemente feridas, desde que repará-las/curá-las seja mais barato que substituí-las; "dançar" com as unidades que sofreram algum dano para fora do alcance das armas inimigas e depois trazê-las de volta após os inimigos terem trocado de alvo; usar táticas militares como flanqueamento e contra-ataques; usar unidades mais baratas para atrair atenção do fogo inimigo das unidades mais caras. Micromanagement é ainda mais necessário com unidades que possuem habilidades especiais, que não são usadas frequentemente. "Micromanagement" nesse sentido é geralmente abreviado para "micro".

### Micromanagement vs Macromanagement
Algumas vezes há confusão em relação às diferenças entre micromanagement e macromanagement, normalmente abreviadas para "micro" e "macro", respectivamente. Macro geralmente se resume a lidar com grandes quantidades de tarefas ao mesmo tempo. Por exemplo, construir unidades de várias estruturas durante o jogo ao mesmo tempo que construir mais estruturas, fazer reconhecimento do mapa, criar novas bases, etc. Isso é diferente de micro, que é o controle de pequenas quantidades de unidades dando-lhes ordens específicas.

## Micromanagement na cultura popular
- Na Coreia do Sul, o jogo de estratégia em tempo real StarCraft é altamente popular como um esporte profissional.[4] A necessidade de ter um "micro" eficiente e de conseguir realizar várias tarefas sob pressão são tidas como habilidades que são requisitadas para poder se sair bem em competições.[5] O jogo é televisionado nacionalmente, mostrando as habilidades de micro de jogadores profissionais.